# Bruno Castendyk
Bruno Castendyk (* 18. April 1771 in Bremen; † 15. März 1814 in Bremen) war ein Jurist und Bremer Senator.

## Biografie
Castendyk war der Sohn des Kaufmanns Bruno Castendyk (1736–1774) und seiner Frau Catharina (1746–1835) sowie Bruder von Senator Gerhard Castendyk.
 
Er war verheiratet mit der Apothekertochter Susanna Henschen (1769–1848); beide hatten sieben Kinder.
Er absolvierte wie sein Bruder eine Privatschule, ab 1787 das Gymnasium Illustre in Bremen und studierte ab 1789 Rechtswissenschaften an der Universität Göttingen. In Göttingen promovierte er 1792 zum Dr. jur. 

Er war danach als Advokat tätig.
 
Von 1801 bis 1814 (†) war er als Nachfolger von Gerhard Castendyk Bremer Ratsherr/Senator. 